# Strażnica KOP „Budwieć”
Strażnica KOP „Budwieć” – zasadnicza jednostka organizacyjna Korpusu Ochrony Pogranicza pełniąca służbę ochronną na granicy polsko-litewskiej.

## Formowanie i zmiany organizacyjne
W lutym 1926, w składzie 6 Brygady Ochrony Pogranicza, został sformowany 24 batalion graniczny. W 1928 w skład batalionu wchodziło 12 strażnic. W 1928 i 1929 strażnica znajdowała się w 3 kompanii granicznej KOP „Kalety”, a w latach 1932 – 1939 strażnica funkcjonowała w strukturze 2 kompanii KOP „Hołny Wolmera”. Strażnica liczyła około 18 żołnierzy i rozmieszczona była przy linii granicznej z zadaniem bezpośredniej ochrony granicy państwowej.
W 1932 obsada strażnicy zakwaterowana była w budynku popolicyjnym. Strażnicę z macierzystą kompanią łączyła szosa długości 5,5 km, trakt długości 6,5 km i droga polna długości 4 km.

## Służba graniczna
Podstawową jednostką taktyczną Korpusu Ochrony Pogranicza przeznaczoną do pełnienia służby ochronnej był batalion graniczny. Odcinek batalionu dzielił się na pododcinki kompanii, a te z kolei na pododcinki strażnic, które były „zasadniczymi jednostkami pełniącymi służbę ochronną”, w sile półplutonu. Służba ochronna pełniona była systemem zmiennym, polegającym na stałym patrolowaniu strefy nadgranicznej, wystawianiu posterunków alarmowych, obserwacyjnych i kontrolnych stałych, patrolowaniu i organizowaniu zasadzek w miejscach rozpoznanych jako niebezpieczne, kontrolowaniu dokumentów i zatrzymywaniu osób podejrzanych, a także utrzymywaniu ścisłej łączności między oddziałami i władzami administracyjnymi. Strażnice KOP stanowiły pierwszy rzut ugrupowania kordonowego Korpusu Ochrony Pogranicza.
Strażnica KOP „Budwieć” w 1932 ochraniała pododcinek granicy państwowej szerokości 10 kilometrów od słupa granicznego nr 178 do 197, a w 1938 pododcinek szerokości 8 kilometrów 598 metrów od słupa granicznego nr 160 do 176.
Sąsiednie strażnice graniczne:
- strażnica KOP „Adelin” ⇔ strażnica KOP „Stanowisko” – 1928[2]
- strażnica KOP „Hołny Wolmera” ⇔ strażnica KOP „Stanowisko” – 1929[3], 1932[4], 1934[5], 1938[6]